# جباواکیز

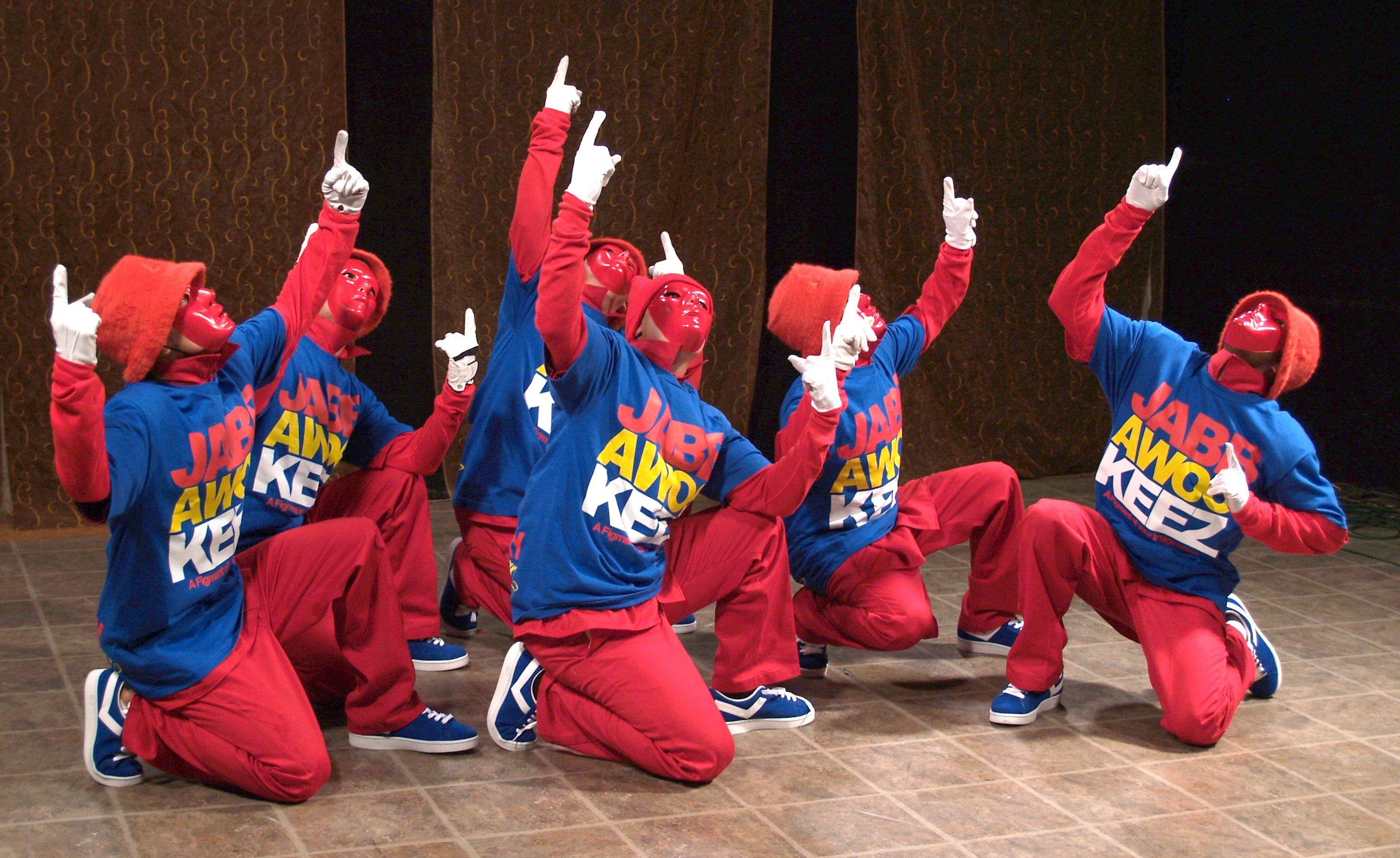
اجرای جباواکیز در الیزابت، آوریل ۲۰۰۸

جباواکیز (به انگلیسی: JabbaWockeeZ) یک گروه نمایش رقص است. ایبن گروه در سال ۲۰۰۳ توسط جو لاروت،ب کوین بریور و فیل تالاگ تأسیلس شده‌است.
گروه اولین بار با شرکت در America's Got Talent به شهرت رسید. پس از آن در ۲۷ مارس ۲۰۰۸ جایزه اول «بهترین گروه رقص آمریکا»  ام‌تی‌وی را شامل ۱۰۰۰۰۰ دلار و قرارداد تور نمایشی بدست آورد.